# Maurice du Pont d'Ahérée
Maurice Perpète du Pont d'Ahérée (Dinant, 14 juni 1810 - Brussel, 26 maart 1864) was een Belgisch senator en burgemeester.

## Biografie

### Familie
Baron Maurice du Pont was de zoon van senator Perpète du Pont d'Ahérée en Marie-Josèphe de Paul de Maibe. Hij trouwde in 1835 in Florée met Henriette de Modave de Masogne (1812-1893). Ze kregen twee zoons, met afstammelingen tot heden.
- Félix du Pont d'Ahérée (1843-1907), trouwde in 1873 met Aloïse Geelhand (1847-1886), dochter van Émile Geelhand, gemeenteraadslid van Antwerpen en provincieraadslid van Antwerpen. Ze kregen een zoon en een dochter, met afstammelingen tot heden.

### Loopbaan
Du Pont d'Ahérée was provincieraadslid van Namen van 1836 tot 1859. Hij werd in 1853 burgemeester van Florée en bleef dit tot aan zijn dood.
In 1859 werd hij verkozen tot katholiek senator voor het arrondissement Namen. Hij vervulde dit mandaat tot aan zijn overlijden in 1864.